# Fournisseur d'accès à Internet
Pour les articles homonymes, voir FAI et FSI.

Options de connectivité Internet entre l'utilisateur final et les FAI Tier 2/3

Un fournisseur d'accès à Internet ou FAI (aussi appelé fournisseur de services  Internet ou FSI, l'acronyme ISP de l'anglais Internet Service Provider étant parfois utilisé) est un organisme (généralement une entreprise mais parfois aussi une association) offrant une connexion à Internet, le réseau informatique mondial.

## Histoire
Beaucoup d'entreprises de télécommunications sont également des FAI. Avec l'explosion de la bulle Internet au début des années 2000, de nombreux FAI ont fait faillite, ou ont dû s'adapter pour survivre (restructuration, fusion, rachat).
Le sigle « FAI » peut se décliner en deux sous-catégories :
- FAIA, pour Fournisseur d'Accès à Internet Associatif, qui est géré par une association ;
- FAIC, pour Fournisseur d'Accès à Internet Commercial, qui est géré par une entreprise.

## Équipement et technique (fournisseur)
Les équipements d'un FAI forment un ou plusieurs réseaux autonomes (on parle d'ailleurs d'Autonomous System) ; les FAI ont la maîtrise complète de l'architecture, du dimensionnement et de l'organisation de leurs liaisons.

### Raccordement de l'utilisateur au FAI
Le raccordement de l'utilisateur au FAI se fait généralement au travers d'une boucle locale : en cuivre (xDSL), en câble coaxial (DOCSIS), en fibre optique (FTTx), par radio (Wimax ou hot-spot Wi-Fi) ou par satellite (Internet par satellite). La boucle locale est généralement gérée par un opérateur spécifique : opérateur FTTH dans le cas de la fibre optique en France, opérateur de télécommunications dans le cas des réseaux historiques en cuivre ou en fibre, mais elle peut aussi être gérée par l'utilisateur lui-même[réf. souhaitée].
Dans le cadre du développement du marché des smartphones et des clé 4G, l’accès à Internet peut aussi se faire à travers les réseaux de téléphonie mobile (notamment UMTS, LTE) et 5G ; les opérateurs de réseau mobile font alors fonction de FAI.

### Raccordement du FAI à Internet
À la différence d'un abonné, qui se raccorde à Internet via un prestataire de services (le fournisseur d'accès), le fournisseur d'accès lui-même procède de manière différente. Dans le cas général, il est un maillon du réseau, transportant ses propres données (pour simplifier, le trafic de ses abonnés), mais aussi potentiellement les données d'autres opérateurs.

#### Raccordement à tout Internet (Transit IP)
Le raccordement qui relie deux opérateurs est fondamentalement différent de celui qui relie un abonné à son fournisseur d'accès. En général, les routeurs des deux opérateurs vont en effet échanger, non pas une seule route (qui se résume à « la sortie, c'est par là ») mais plusieurs centaines de milliers de routes, indiquant comment joindre tous les autres opérateurs, en utilisant le protocole d'échange de routes BGP. Ainsi, quand un opérateur est relié à 3 autres, il a appris, de 3 sources différentes, toutes les routes que chacun de ces opérateurs connaissait. Il pourra alors choisir la route qu'il jugera la plus efficace. Ce mode de raccordement entre opérateur, est appelé du transit. Le plus fréquemment, les fournisseurs de transit permettent ainsi à leurs clients d'accéder à la totalité d'Internet (cas général) dans le cadre d'un service contractuel et payant (la plupart du temps).

#### Échange de trafic (peering)
Une alternative au mode de connexion via le transit est, sur la même base technique, de n'échanger que quelques routes (typiquement celles menant à son propre réseau et ses propres clients). On parle alors d'accord de peering (échange entre pairs). Ce procédé technique de raccordement, sensiblement plus complexe que celui utilisé pour raccorder un abonné à son fournisseur, permet à l'opérateur de changer à tout moment ses accords de peering, ou ses contrats de transit, sans impact notable pour les utilisateurs finaux.
Des opérateurs qui ont des points de présence voisins préféreront généralement échanger directement leur flux sans passer par leur opérateur de transit. Cette approche offre deux avantages : elle limite les coûts de revient (ces échanges ne sont pas facturés), et améliore les performances (les échanges prennent une route plus courte). Il est alors question d'échange de trafic (peering) et l'endroit où il se produit est appelé point d'échange de trafic (point de peering). Cet échange est souvent gracieux mais lorsque l'échange entre deux FAI est déséquilibré ou que l'un des opérateurs se sent lésé, un dédommagement peut être mis en œuvre.

#### Mix Transit/Peering
Un opérateur, même de faible envergure, dispose en général de plusieurs contrats de transit (au moins deux, pour la redondance), et de plusieurs dizaines, voire centaines, d'accord de peering.
C'est l'ensemble des opérateurs, échangeant entre eux des centaines de milliers de routes, qui forment Internet. Certains opérateurs ne s'occupent quasiment que de transport de données (par exemple de transit IP). D'autres proposent, contre paiement, un raccordement à des utilisateurs finaux, ce sont les fournisseurs d'accès à Internet.

### Niveaux des opérateurs (tiers)
Il existe 3 niveaux (tiers) d'opérateurs internet, :
- les opérateurs de niveau 1 (tier 1) n’achètent pas de transit et voient la totalité d'Internet par des peerings avec d'autres grands opérateurs (au moins avec tous les autres tier 1), plus leurs clients transit ;
- les opérateurs de niveau 2 (tier 2) dépendent d'une offre de transit, et disposent d'accords de peering avec certains réseaux ;
- les opérateurs de niveau 3 (tier 3) dépendent d'une offre de transit, et n'ont aucun peering.

Indépendamment de son niveau (tier), tout opérateur Internet est susceptible de proposer à son tour une offre de transit à d'autres opérateurs.
Les opérateurs de niveau 1 (tier 1) imposent des contraintes fortes aux opérateurs qui souhaitent négocier un accord de peering. En effet, un tel opérateur (client potentiel d'une offre de transit) deviendrait alors concurrent.

## Services (client)
Les différences entre les offres se font sur les tarifs, la bande passante (montante et descendante) offerte, et le support clientèle mais aussi sur les services ajoutés tel que l'hébergement de site web, l'accès à des boîtes de courrier électronique, l'accès à Usenet. Le particulier néophyte s'intéressera surtout à la facilité d'utilisation et à la documentation et se méfiera de la qualité souvent variable du support, les plus avancés lorgneront du côté de meilleur rapport prestations techniques/prix, le professionnel s'intéressera surtout à la tolérance aux pannes et demandera des garanties de service (les SLA : Service Level Agreement). Par ailleurs, d'autres différences techniques peuvent exister, notamment la disponibilité d'adresse IPv6 ou IPv4 fixes.
Trois types de services débits sont actuellement commercialisés :
- l'accès à internet par ligne commutée (voix : 56 kbit/s) ;
- l'accès à internet à haut débit (ADSL, ADSL2 : 2 M à 24 Mbit/s) ;
- l'accès à internet à très haut débit (VDSL2, Fibre optique: 100 Mbit/s +).

### Offrestriple play
Les offres d'accès internet par ADSL françaises s'accompagnent maintenant la plupart du temps d'un accès à la télévision et du téléphone gratuit vers les fixes en France. Il s'agit des offres triple play. C'est par la prise téléphonique que les données arrivent chez l'abonné. Un boîtier fourni par le FAI sépare alors les flux et les redirige vers la télévision, le téléphone ou l'ordinateur. L'inconvénient majeur des offres triple play se révèle en cas de panne : l'abonné est alors privé de télévision, de téléphone, et d'internet. La qualité du téléphone n'est pas toujours parfaite, idem pour la télévision. Mais le principal avantage est bien le prix. Au lieu de payer séparément trois fournisseurs, l'abonné reçoit tout en même temps et pour un prix peu élevé (qui dépend des fournisseurs).

### Offresquadruplay
Avec l'intégration du téléphone mobile dans les offres triple play, l'offre globale, appelée quadruplay devient très pratique pour le particulier.
Tous les FAI n'offrent pas encore cette offre début 2010. Ils restent encore généralement sur l'offre triple play.
Fin 2010, la situation des offres change : Bouygues Telecom (le 25 mai 2009, sous le nom d'offre Ideo) fut le premier FAI à inaugurer son offre quadruple play, suivi par SFR (25 août 2010 sous le nom de Multi-Packs), Orange (le 19 août 2010 sous le nom d'Orange Open), et Free à la sortie de sa Freebox V6 Revolution (le 14 décembre 2010 sous le nom de l'offre Révolution) et annonce le réseau Free Mobile pour le 12 janvier 2012.
Le prix devient plus élevé avec le rajout du téléphone mobile, en plus de la télévision, de la téléphonie fixe, et d'internet en illimité.

### Technologies de connexion
Plusieurs types d'accès sont possibles, par exemple un accès via le réseau téléphonique commuté (RTC) repose sur un système de modulation-démodulation (un modem) qui permet de convertir les informations numériques binaires de l'ordinateur en signal pseudo analogique transitant sur les lignes de télécommunications (paire de cuivre, satellite, fibre optique).
Il existe de nombreux types d'accès à Internet, usuellement ordonnés par l'ancienneté de la technologie et la vitesse atteignable :
- Modem 56K ;
- RNIS (Réseau numérique à intégration de services) ;
- T-carrier : T1, T2, T3 ;
- Modem câble ;
- xDSL dont l'ADSL ;
- WiMAX ;
- McWILL ;
- Borne Wi-Fi ;
- Hybride fibre coaxial (HFC, Docsis) ;
- Internet par satellite (mono ou bidirectionnel) ;
- FTTH (fibres optiques) ;
- 4G box (réseaux mobiles).

### Itinérance
Certains fournisseurs proposent un service d'itinérance (roaming) permettant à leurs clients de se connecter n'importe où dans le monde via d'autres fournisseurs d'accès. Il est alors possible de se connecter pratiquement partout dans le monde via une ligne téléphonique au prix d'une communication locale ou nationale (et non internationale), via des points d'accès Wi-Fi ou des réseaux mobiles.

### Courrier électronique
La plupart des fournisseurs proposent un accès à des boîtes de courrier électronique. L'accès au courrier électronique est parfois impossible si le point d'accès n'est pas celui du fournisseur ; ceci est notamment vrai pour le SMTP (courrier sortant), mais pas forcément pour le courrier entrant.

### Hébergement de sites web
Un fournisseur d'accès peut parfois également proposer des offres d'hébergement, allant d'un compte disposant d'une capacité de stockage de quelques mégaoctets, à un serveur dédié ou un hébergement en salle (l'utilisateur déposant alors sa machine dans une salle sécurisée et climatisée et profitant ainsi d'un accès permanent et à très large bande).

## Obligations légales
Les FAI fournissent également, dans le cadre des obligations légales, et suivant les pays, des accès aux communications des clients aux services autorisés.

## Satisfaction client
Les FAI sont la cible de nombreuses critiques de la part des utilisateurs et sont régulièrement montrés du doigt par les associations de consommateurs pour leurs pratiques. Les fournisseurs d'accès connaissent ainsi des taux de satisfaction parfois critiques. Les aléas des hotlines et du service après-vente ont encouragé[réf. souhaitée] le développement de comportements de consommation alternatifs tels que le piratage de réseaux Wi-Fi ou le partage de celui-ci entre plusieurs foyers.

## Enjeux politiques et sociétaux
Les FAI ont une place stratégique dans l'accès à Internet. De ce fait, ils sont au cœur d'enjeux politiques et juridiques, qui débouchent sur de vives polémiques. Cela concerne particulièrement la Loi pour la confiance dans l'économie numérique, en France (2004).